# 淋菌
淋菌（りんきん、Neisseria gonorrhoeae）はナイセリア属のグラム陰性双球菌である。ナイセリア属の菌は全部で11種類の存在が確認されており、その内病原性のものは、この淋菌と髄膜炎菌のみである。淋菌は淋病、角結膜炎、咽頭炎などの原因となる。その他の9種類のナイセリア菌は全て口腔内に存在する常在菌（日本人の5〜10%に常在）である。粘膜から離れると数時間で感染性を失う。日光、乾燥や温度の変化、消毒剤で簡単に死滅するので、分離培養が必要な場合には検体の取り扱いに注意を要する。
1879年、アルベルト・ナイサーが発見してゴノコックス(Gonococcus)と命名したが、1885年にヴィルヘルム・ツォプフにより、ナイサーにちなみ命名された。

## 特徴

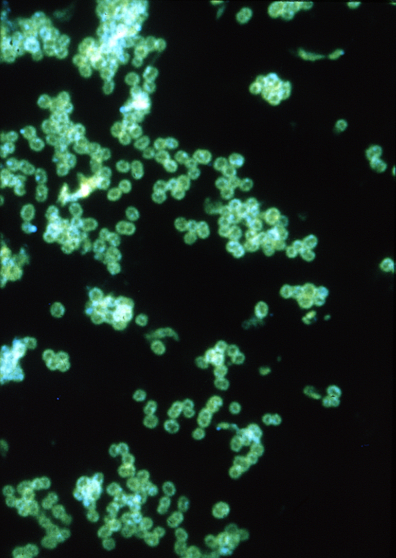
淋菌の蛍光染色写真

淋菌の大きさは0.6μm〜1.0μｍで線毛のある型と線毛のない型に分けられる。線毛は電子顕微鏡で確認できるが、光学顕微鏡では確認できないほど極細の構造である。生きている淋菌は、この線毛を活発に動かし粘膜上皮に付着、粘膜下に浸入するものと思われる。患者から採取した淋菌を血液寒天培地で培養すると、この線毛は消失する。病原性にはこの線毛が重要な鍵を握っていると考えられる。

## 疫学
淋菌は人とチンパンジーだけに感染する。白人は蒙古人よりも淋菌に対して感受性が高く、B血液型と関係するといわれている。
近年、性交の多様化により淋菌の抗生剤耐性菌が増え、新しい抗生剤や抗菌剤に対しても短期間に耐性を獲得する。
無害のほとんどのナイセリア菌は口腔内・咽頭内で常在菌として存在している。これらナイセリア菌は、宿主の人が気管支炎や風邪などの感染症に罹患する毎に、医師から処方される抗生剤の被曝チャンスを頻回に受ける。その結果、様々な抗生剤に対して耐性を獲得する。オーラルセックスで浸入した淋菌は、親戚である口腔内のナイセリア菌と遺伝子組み換え（交差現象）を行い、容易に抗生剤耐性を獲得すると考えられる。2010年時点ではニューキノロン系合成抗菌薬のオフロキサシン、シプロフロキサシン、レボフロキサシン等に対して高度耐性を獲得している。また、2011年にはセフトリアキソンなどのセフェム系抗生物質の耐性獲得株（H041株）の存在が報告されている。
クラミジアとの重複感染も稀ではない。

## ゲノム
N. gonorrhoeae菌株のゲノムは塩基配列が決定されている。
例として、多剤耐性がある菌株NCCP11945は、一つの環状染色体(2,232,025 bp、予測ORF 2,662箇所)と一つのプラスチド(4,153 bp、予測ORF 12箇所)によって構成される。ゲノム全体において予測されるコーディング領域の密度は87%。平均GC含量は52.4%であり、菌株FA1090と似た値である。NCCP11945のゲノムには、54コピーのtRNAと、4コピーの16S-23S-5S rRNAオペロンがコードされている。
2011年、N. gonorrhoeaeゲノム中に、ヒトDNA断片とみられる痕跡が発見された。これは、ヒトから細菌性病原体へ遺伝子の水平伝播が生じたことを示す初の例である。